# 日本子ども虐待防止民間ネットワーク
特定非営利活動法人日本子どもの虐待防止民間ネットワーク（にほん こどものぎゃくたいぼうし みんかんネットワーク）とは、児童虐待防止のための日本のNPO団体である。
不適切な養育をしている、あるいはしそうな家庭とそれに対応する行政の2者だけでなく、民間という第三者の視点を入れることで支援の選択肢を拡げることが虐待の防止・対応に有効であるとの見地から、1990年（平成2年）に児童虐待防止協会が大阪で設立された。以降、日本各地で子ども虐待防止のための民間団体が設立されるようになった。
2004年（平成16年）4月、特定非営利活動法人子どもの虐待防止ネットワーク・しが（CAPNeS）と特定非営利活動法人子どもの虐待防止ネットワーク・あいち（CAPNA）とが発起人となり、
1. 民間団体のレベルアップのための仕組みづくりを行いノウハウを共有する
2. 民間団体間の交流を深める

ことを目的とした「全国虐待防止民間団体連絡会」が滋賀県草津市において開催された。その際、連絡会は「日本子どもの虐待防止民間ネットワーク」と命名され、事務局は「子どもの虐待防止ネットワーク・あいち」に置くことが決定された。また、2007年（平成19年）末、社会的信用を増し継続した運営を図るため、特定非営利活動法人化された。
設立以来、年1回の全国大会が開催され、活発な論議がなされている。また、11月には財団法人SBI子ども希望財団の助成を受け「全国子育て・虐待防止ホットライン」を開設し電話相談に応じている。

## 構成団体
北海道・東北地方
- 北海道 - 北海道子どもの虐待防止協会
- 宮城県 - 子どもの虐待防止ネットワーク・みやぎ
- 福島県 - 福島虐待問題研究会

関東地方
- 茨城県 - いばらき子どもの虐待防止ネットワーク・あい
- 埼玉県 - 埼玉子どもを虐待から守る会・彩の子ネットワーク
- 東京都 - 子どもの虐待防止センター・子どもの虐待防止市民ネットワーク多摩
- 神奈川県 - 子ども虐待ネグレクト防止ネットワーク・子どもの虹情報研修センター

北陸・信越地方
- 新潟県 - 子どもの虐待防止ネット・にいがた
- 長野県 - ながの子どもを虐待から守る会
- 富山県 - 子どもの権利支援センターぱれっと
- 石川県 - 子どもの虐待防止ネットワーク石川

東海地方
- 静岡県 - 子ども虐待防止センター・しずおか・子どもの家庭支援センターりぼん
- 愛知県 - 子どもの虐待防止ネットワーク・あいち（CAPNA）・豊川共生ネットみらい
- 三重県 - MCサポートセンターみっくみえ

近畿地方
- 滋賀県 - 子どもの虐待防止ネットワーク・しが（CAPNeS）・びわこ青少年をサポートする会・子どもの村を設立する会・淡海ネットワークセンター
- 京都府 - 日本家族再生センター
- 大阪府 - 児童虐待防止協会・エクパット・ジャパン・関西
- 奈良県 - 奈良児童虐待防止ネットワークきずな
- 兵庫県 - 阪神子どもの虐待防止ネットワーク・ほっと

中国・四国地方
- 鳥取県 - 子どもの虐待防止ネットワーク・鳥取
- 岡山県 - CAPセンター・JAPAN・三光事業団
- 広島県 - 子ども虐待ホットライン広島
- 香川県 - 子どもの虐待防止ネットワーク・かがわ
- 高知県 - 佐川町子ども支援ネットワーク

九州・沖縄地方
- 福岡県 - ふくおかこどもの虐待防止センター
- 宮崎県 - 子ども虐待防止みやざきの会
- 鹿児島県 - 鹿児島子どもの虐待問題研究会